# Ulocymus
Ulocymus es un género de arañas cangrejo de la familia Thomisidae. Fue descrito por el aracnólogo francés Eugène Simon.

## Especies
- Ulocymus gounellei Simon, 1886
- Ulocymus intermedius Mello-Leitão, 1929
- Ulocymus muricatus (Mello-Leitão, 1942)
- Ulocymus quimiliensis (Mello-Leitão, 1942)
- Ulocymus sulcatus Mello-Leitão, 1929